# Killickia
Killickia – rodzaj roślin z rodziny jasnotowatych. Obejmuje cztery gatunki. Zasięg rodzaju obejmuje Góry Smocze i przyległe wysoczyzny w prowincji KwaZulu-Natal. 
Nazwa rodzaju upamiętnia badacza flory Gór Smoczych Donalda J.B. Killick'a.

## Morfologia
PokrójByliny o pędach ścielących się i podnoszących, ze stolonami lub bez nich, silnie aromatyczne (zapach słodko miętowy). Korzeń palowy, słabo rozgałęziony, czasem z bulwami.
LiścieOgonkowe. Blaszki zaokrąglone do jajowatych, o brzegu płaskim, piłkowanym lub karbowanym.
KwiatyPojedyncze lub zebrane po kilka w wierzchotki, często długoszypułkowe, wyrastają w kątach podsadek podobnych do liści. Podkwiatki podobne do liści lub drobne i równowąskie. Kielich dzwonkowaty lub stożkowaty, 15-nerwowy, promienisty lub słabo grzbiecisty, z łatkami podobnej długości do rurki. W czasie owocowania powiększa się. Dwuwargowa korona jest zwykle fioletowa, biała lub żółtawa. Górna warga jest wycięta na szczycie, dolna jest trójłatkowa i dłuższa od górnej. Pręciki są cztery, przylegające do górnej części rurki korony, dwusilne, dłuższa para czasem wystaje poza rurkę korony. Słupek schowany w rurce z dwudzielnym znamieniem o nierównych ramionach.
OwoceRozłupki podługowate, krótko owłosione, dojrzewa tylko jedna lub dwie.

## Systematyka
Pozycja systematyczna
Rodzaj z plemienia Mentheae z podrodziny Nepetoideae należącej do rodziny jasnotowatych Lamiaceae. W obrębie plemienia należy do podplemienia Menthinae. Rodzaj został wyodrębniony w 2008, wcześniej zaliczane tu gatunki zaliczano do rodzaju mikromeria Micromeria jako sekcję Hesperothymus.
Wykaz gatunków
- Killickia compacta (Killick) Bräuchler, Heubl & Doroszenko
- Killickia grandiflora (Killick) Bräuchler, Heubl & Doroszenko
- Killickia lutea Bräuchler
- Killickia pilosa (Benth.) Bräuchler, Heubl & Doroszenko